# Justin Chancellor

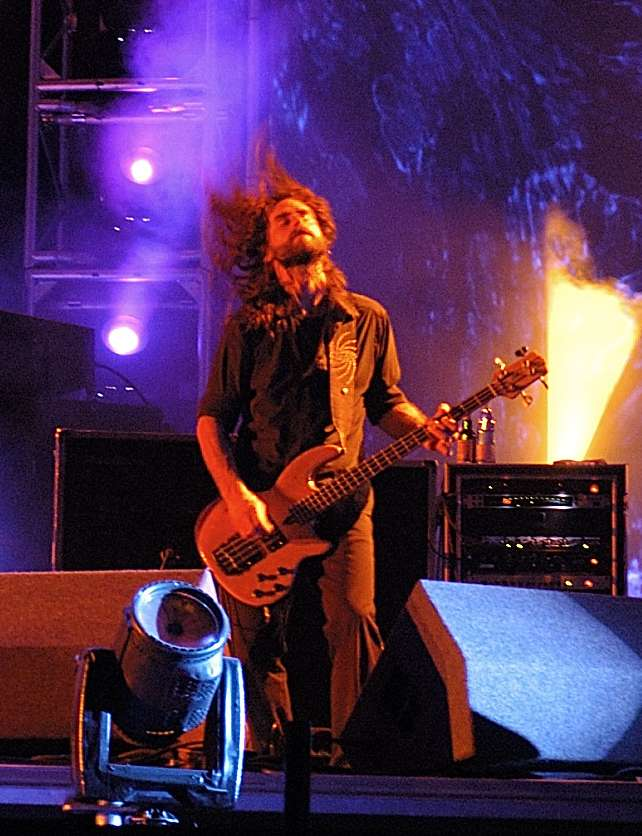
Justin Chancellor (2006)

Justin Gunnar Walte Chancellor (* 19. November 1971 in England) ist ein englischer Bassist der Rockband Tool und ehemaliges Mitglied der Metal-Band Peach.

## Biografie
Nach seiner Auswanderung in die USA gründeten er und seine Ehefrau Shelee das Geschäft Lobal Orning in Topanga, Kalifornien, welches sich der Musik, Literatur und dem Film widmet.
Während der Schulzeit gründete er mit einigen Freunden die Band Peach, mit welcher er das Album Giving Birth to a Stone veröffentlichte.
Chancellor traf Tool zum ersten Mal in New York und blieb mit den Bandmitgliedern in Kontakt, was 1994 zu einer gemeinsamen Europa-Tournee von Peach und Tool führte. 1995 trat er Tool als Ersatz für Paul d’Amour bei, und setzte sich dabei gegen Scott Reeder (Kyuss), Frank Cavanagh (Filter), Marco Fox (ZAUM) und E. Sheperd Stevenson (Pigmy Love Circus) durch.
Chancellor ist bekennender Fan des englischen Fußballclubs FC Chelsea.

## Diskografie

### Peach

#### Alben
- Giving Birth to a Stone (1994, 2000 wiederveröffentlicht)
- Volume II (unveröffentlicht)

#### Demos, Singles und EPs
- Flow with the Tide (1991)
- Don’t Make Me Your God (1992)
- Disappear Here (1992)
- Burn (1993)
- Spasm (1994)

### Primus
- The Desaturating Seven (2017)

### Tool
- Ænima (1996)
- Salival (2000)
- Lateralus (2001)
- 10,000 Days (2006)
- Fear Inoculum (2019)